# Ailuk

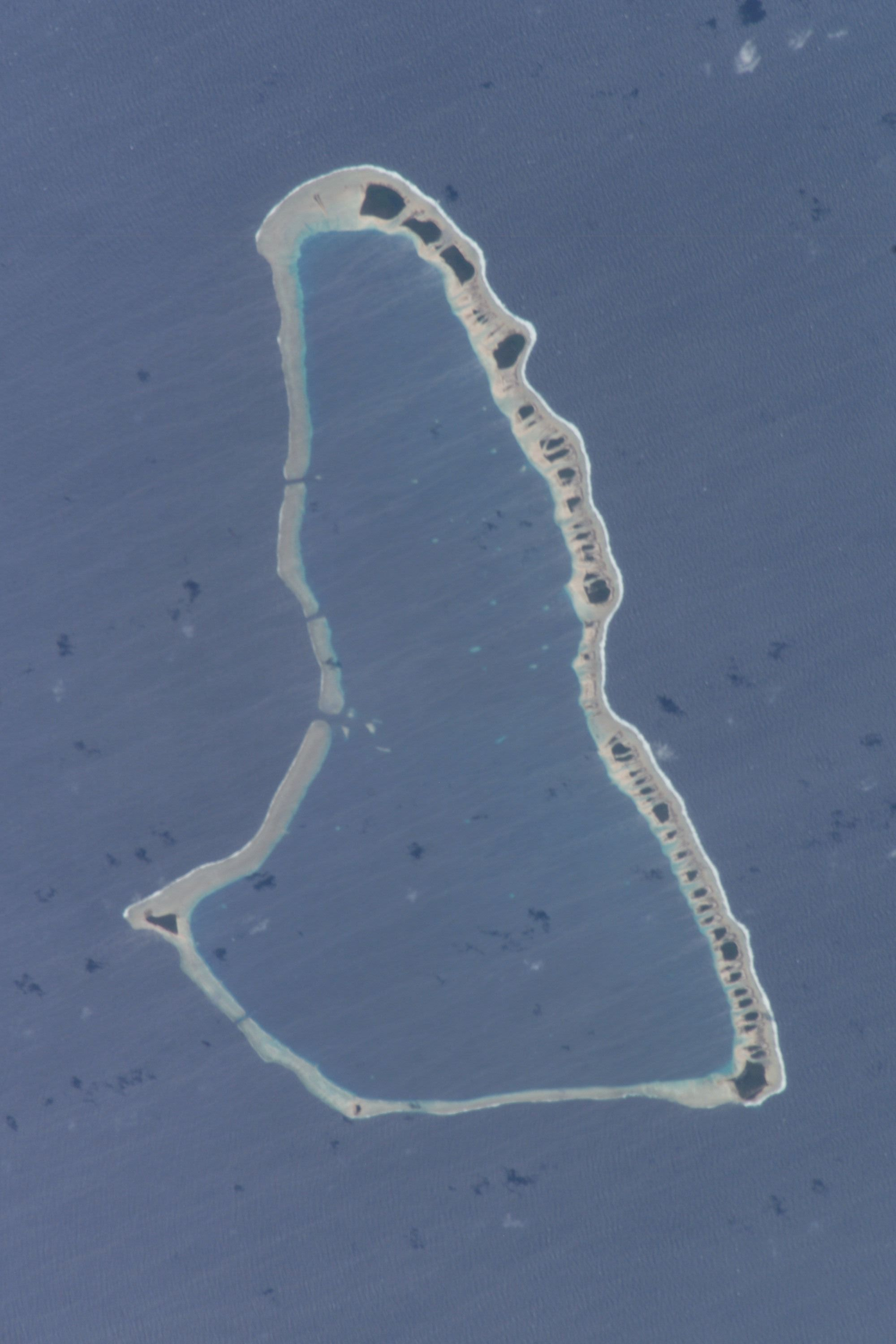
Ailuk Atoll visto do espaço, fotografado pela NASA em 2002.

Ailuk Atoll é um atol das 57 ilhas que estão localizadas no Oceano Pacífico, com uma população de 513 a partir de 1999. Era também conhecido como Krusenstern Island, embora isso também pode se referir a outros lugares.